# Teflon
Teflon is een merknaam van de polymeer polytetrafluoretheen (ook bekend onder de oudere naam polytetrafluorethyleen), afgekort PTFE, een chemische verbinding die in 1938 ontdekt is door Roy Plunkett in het Jackson Laboratorium van de firma DuPont in de Amerikaanse staat New Jersey. Plunkett vroeg octrooi op de stof aan, dat op 4 februari 1941 werd toegekend. In 1949 werd teflon als commercieel product geïntroduceerd.

## Chemische samenstelling
Teflon is een etheenpolymeer waarin alle waterstofatomen vervangen zijn door fluor. Het polymeer heeft een zeer grote lengte en is nog steeds een van de grootste moleculen. PTFE is, gezien zijn lineaire polymeerstructuur, per definitie een thermoplast; het laat zich echter niet op een thermoplastische manier verwerken. PTFE wordt als poeder bij kamertemperatuur in een matrijs geperst en hierna in een oven gesinterd.
Er zijn ook andere polymeren met dezelfde handelsnaam en soortgelijke eigenschappen: per-fluor-alkoxy-polymeren (PFA) en fluorinated-ethylene-propylene (FEP). Deze materialen zijn wel thermoplastisch te verwerken.
PTFE is een plastic en heeft van alle plastics de laagste wrijvingscoëfficiënt. Teflon is bijzonder weinig reactief en wordt daarom gebruikt in allerlei toepassingen voor opslag en transport van reactieve chemicaliën. Het wordt onder andere toegepast als anti-aanbaklaag in pannen, zoals de Tefal-pan. Er zijn geen aanwijzingen dat de teflonlaag als zodanig giftig is, ook niet als deze beschadigd wordt en in de voeding geraakt.
Bij hoge temperaturen, boven 260 °C, gaat de laag in kwaliteit achteruit, bij 327 °C wordt het smeltpunt bereikt en boven de 350 °C begint de stof te ontleden. De daarbij vrijkomende ontledingsproducten zijn schadelijk en zijn dodelijk voor vogels. Bij mensen kunnen ze griepachtige verschijnselen veroorzaken. Ter vergelijking, boter begint te roken bij 177 C° en sommige andere vetten die gebruikt worden bij bakken en braden beginnen te schroeien en te roken onder de 200° C; zie rookpunt. Vlees wordt in de regel bij het bereiden niet verder verhit dan 230 °C om aanbranden te voorkomen. Kookgerei dat leeg op een hete kookplaat wordt gezet kan evenwel de temperaturen bereiken waarbij schadelijke gassen vrijkomen.
Er is onderzoek gedaan naar mogelijke giftigheid van perfluoroctaanzuur (PFOA), dat voorheen gebruikt werd bij de productie van teflon. Het gebruik daarvan is sinds 2014 verboden en vervangen door GenX. Ook deze stof is in juni 2019 als zeer zorgwekkende stof (ZZS) aangemerkt door het RIVM.

## Toepassingen
Van teflon wordt gezegd dat het een spin-off (nuttig neveneffect) zou zijn van het ruimtevaartprogramma van de VS, hoewel het lang voor die tijd al op de markt kwam. De bewering dat het een spin-off is van het Manhattanproject is dichter bij de waarheid.
Een coating van PTFE werd gebruikt om de binnenkant van vaten en leidingen te beschermen tegen het zeer reactieve uraniumhexafluoride. Om het Manhattanproject te voorzien van PTFE bouwde DuPont in allerijl een speciale fabriek. In de oorlogsomstandigheden speelden de hoge productiekosten van PTFE geen rol. De opgedane ervaring kon vervolgens gebruikt worden bij de commerciële bereiding van tetrafluoretheen.
Na onderzoek in 1959 van de Amerikaanse Food and Drug Administration (FDA) werd teflon goedgekeurd voor toepassing in voedselbereidingsapparatuur. Het onderzoek liet zien dat de giftigheid van de bij grote verhitting van een lege pan vrijkomende dampen kleiner was dan die van gebruikelijke oliën.
Teflon wordt vaak gebruikt in elektrische installaties omwille van de hoge soortelijke weerstand (1020 ohm·meter), de eerder genoemde bestendigheid tegen hoge temperaturen, en lage wrijvingsweerstand maakt het bijvoorbeeld de ideale isolator voor bekabeling in vliegtuigen of militaire installaties, kortom omgevingen waarin hoge eisen worden gesteld aan de bekabeling. Het wordt ook gebruikt in hoogspanningsinstallaties als isolator, vanwege de hoge geleidingsweerstand en het gemak waarmee het materiaal te bewerken is door machines (zoals op draai- en kotterbanken).
PTFE is in de bemande ruimtevaart toegepast als hitteschild, als coating van ruimtepakken en als isolatiemateriaal voor kabels. De eerste maanlander bevatte meer dan honderd kilogram teflon. Dankzij de ruimtevaartervaring kon de productie goedkoper worden, terwijl de mythe van wondermateriaal de afzet stimuleerde.

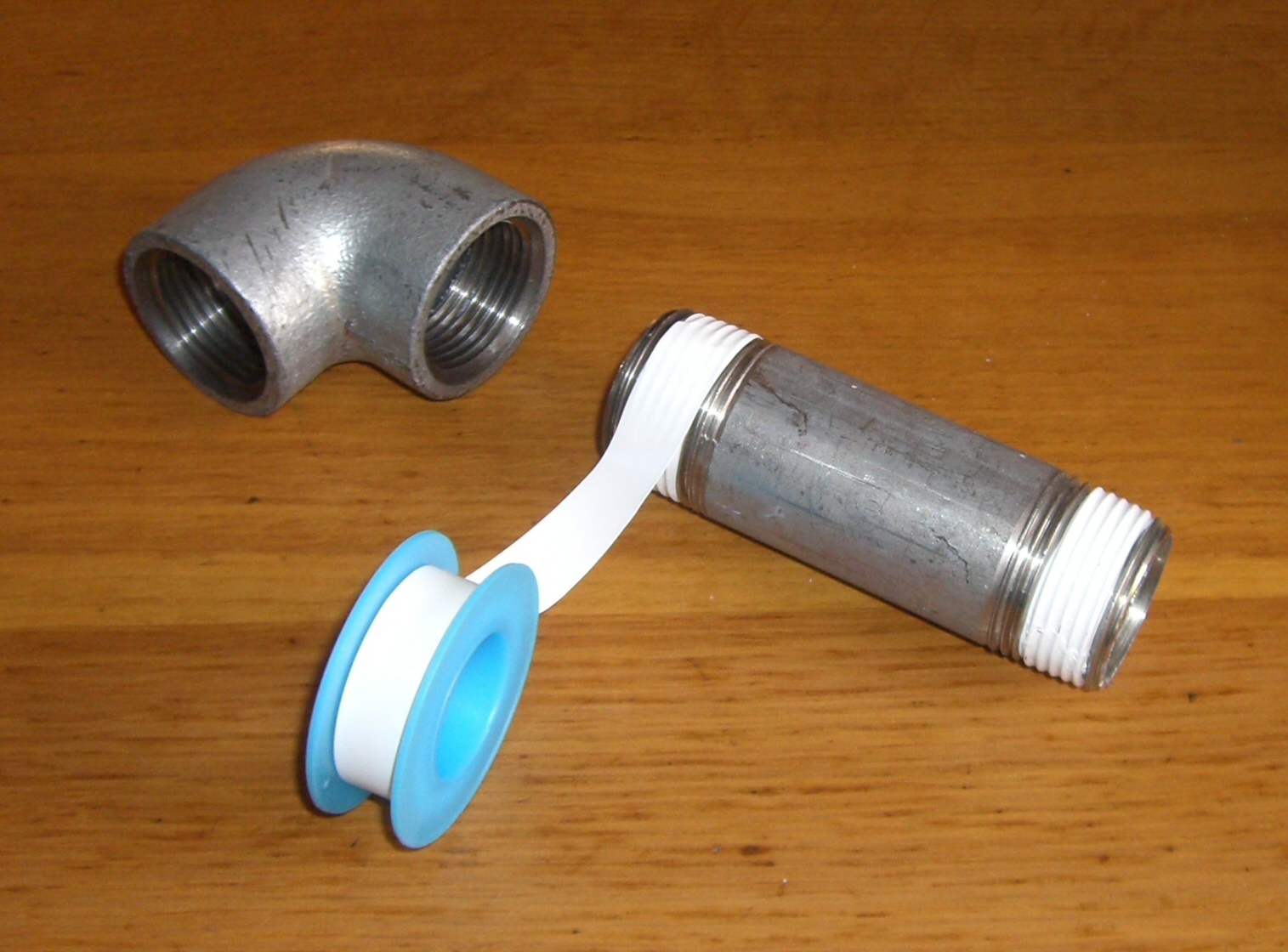
Afdichting met behulp van teflontape

Teflontape wordt gebruikt voor het afdichten van schroefdraden bij water- of gasleidingen.
PTFE wordt in computermuizen gebruikt vanwege de lage wrijvingscoëfficiënt van het materiaal, waardoor de muis snel en gemakkelijk over het tafeloppervlak glijdt.
Van PTFE worden ook buisleidingen gemaakt voor in een HPLC.
Verder wordt teflon gebruikt in gemalen vorm van 0,1 - 10 micrometer in olie, kruipolie als smeermiddel vanwege de zeer lage wrijvingscoëfficiënt, en onder andere motorolie, transmissie-olie, hydraulic olie en montagepasta's.

## Belasting van het milieu
Zowel bij de fabricage van PTFE en het aanbrengen van PTFE als oppervlaktebehandelingsmateriaal voor bijvoorbeeld waterafstotende kleding, als na afloop van de gebruiksmogelijkheden van de met PTFE behandelde materialen, door bijvoorbeeld beschadiging van het oppervlak in anti-aanbakpannen, komen voor het milieu belastende stoffen vrij; PTFE is een niet in het milieu afbreekbare stof. Het is aangetoond dat deeltjes van PTFE in drinkwater, in vis en ieder menselijk lichaam aanwezig zijn.